# 7 Rings
7 Rings ist ein Lied der US-amerikanischen Popsängerin Ariana Grande aus dem Jahre 2019. Die dritte Singleauskopplung aus ihrem fünften Studioalbum Thank U, Next wurde von der Künstlerin selbst, mit sieben neun Koautoren geschrieben sowie von Charles Anderson, Michael Foster und Tommy Brown produziert.

## Inhalt
Bei 7 Rings handelt es sich um einen Popsong, der starke Anleihen des Contemporary R&B-Genres aufweist. Der Beat ist geprägt von Sonartönen und eingängigen Keyboardklängen. Während der ersten beiden Strophen und der ersten Hälfte der Bridge sind noch keine Drums zu hören, diese setzen erst im Refrain ein und bestehen aus 808s, Snares und rapiden Hi-Hats. Die Melodie der Strophen ist dem Lied My Favorite Things aus dem Musical The Sound of Music entnommen; in der Bridge rappt die Sängerin in einem für das Trap-Genre typischen Flow im 3/4-Takt gegen eine musikalische Untermalung im 4/4-Takt. Während die Verses mit klarer, heller Stimme vorgetragen werden, ist der Refrain gehaucht und rhythmisch gesprochen.
Das Lied handelt von den Vorzügen großen Reichtums und davon, wie man schwierige Lebenslagen mit viel Geld überwinden kann. Gleichzeitig ist es ein Statement, dass die Sängerin auch trotz all der schwierigen Umstände im Leben nicht traurig, sondern stärker wurde. Den Hintergrund des Liedes stellt ein hochpreisiger Shopping-Rausch bei Tiffany & Co. dar, den Ariana Grande zusammen mit sechs Freundinnen vollzog, und indem sie der ganzen Clique, sich selbst eingeschlossen, sieben Diamantringe als Zeichen ihrer Kameradschaft kaufte. Dazwischen beschreibt sie unter anderem auch, wie ihr ihr Vermögen Respekt und Glück einbrachte, und dass Leute, die meinen, dass Geld keine Probleme lösen könne, vermutlich selbst nicht genug auf dem Konto haben.
Zwei Monate nach Veröffentlichung wurde bekannt, dass die Sängerin bedingt durch das verwendete Sample selbst nur vergleichsweise wenig Geld durch das Lied einnehmen konnte, obwohl der Song ein kommerzieller Erfolg wurde.

## Musikvideo
Das Musikvideo zu 7 Rings fällt besonders durch seine intensive Farbgebung auf: sämtliche Szenen sind in einem gleißend rosafarbenen Licht gehalten, das in mehreren Einstellung mit türkiser Farbe kontrastiert wird. Ariana Grande wird dabei gezeigt, wie sie vor einer Villa mit anderen Frauen feiert; sowohl das Haus als auch zwei daneben stehende Autos sind gänzlich rosa angestrichen. Alle Personen sind luxuriös gekleidet und mit hochpreisigen Accessoires geschmückt. Die Sängerin räkelt sich zwischenzeitlich auf einem Küchentisch und trägt juwelenbesetzte Hasenohren; in einer anderen Szene schenkt sie Champagner in eine große Glaspyramide ein, die später zusammenstürzt. Außerdem gibt es Einstellungen, die sie in einem verhältnismäßig äußerst kleinen Zimmer sitzend zeigen, oder in denen sie auf einer Treppe liegt und sich ihre auffällig langen Haare über die Stufen verteilen.

## Rezensionen
7 Rings erhielt gemischte Kritiken. Gelobt wurde vor allem der „eisige“ Beat und der hohe Spaßfaktor des Liedes, sowie die Tatsache, dass sich die Sängerin von ihrem früheren Bubblegum-Pop-Image löste. Es wurde allerdings auch für seinen Inhalt kritisiert, indem sich Ariana Grande besser als der Durchschnittszuhörer präsentieren würde und welcher ein Empathieempfinden entsprechend erschwert, sowie für die Tatsache, dass der Refrain monoton klinge. Man war sich einig, dass das Lied dem Schaffen Ariana Grandes aus dem Jahre 2018 unterlegen sei. Außerdem gäbe es neben dem Sample auch Ähnlichkeiten mit den Liedern anderer Interpreten, etwa Soulja Boy, Princess Nokia und 2 Chainz.

## Kommerzieller Erfolg

### Chartplatzierungen
7 Rings entwickelte sich weltweit zum kommerziellen Erfolg. Der Song konnte unter anderem die Spitze der Charts in der Schweiz, Schweden, Finnland, Norwegen, Australien, Neuseeland, den Vereinigten Staaten und dem Vereinigten Königreich erreichen und schaffte es in einer Vielzahl weiterer Länder in die Top 10, darunter in Deutschland und Österreich, wo das Lied Rang vier bzw. zwei erreichte.
| ChartsChartplatzierungen       | Höchstplatzierung | Wochen |
| ------------------------------ | ----------------- | ------ |
| Deutschland (GfK)              | 4 (19 Wo.)        | 19     |
| Österreich (Ö3)                | 2 (17 Wo.)        | 17     |
| Schweiz (IFPI)                 | 1 (32 Wo.)        | 32     |
| Vereinigte Staaten (Billboard) | 1 (33 Wo.)        | 33     |
| Vereinigtes Königreich (OCC)   | 1 (20 Wo.)        | 20     |

| ChartsJahrescharts (2019)      | Platzierung |
| ------------------------------ | ----------- |
| Deutschland (GfK)              | 41          |
| Österreich (Ö3)                | 40          |
| Schweiz (IFPI)                 | 19          |
| Vereinigte Staaten (Billboard) | 7           |
| Vereinigtes Königreich (OCC)   | 16          |

| ChartsJahrescharts (2010–2019) | Platzierung |
| ------------------------------ | ----------- |
| Vereinigte Staaten (Billboard) | 69          |

### Auszeichnungen für Musikverkäufe
7 Rings verkaufte sich weltweit über 16,2 Millionen Mal und rangierte mit bis dato 13,3 Millionen verkauften Einheiten auf Platz fünf der verkaufstärksten Singles des Kalenderjahres 2019.
| Land/Region                  | Auszeichnungen für Musikverkäufe (Land/Region, Auszeichnung, Verkäufe) | Verkäufe   |
| ---------------------------- | ---------------------------------------------------------------------- | ---------- |
| Australien (ARIA)            | 8× Platin                                                              | 560.000    |
| Belgien (BRMA)               | Platin                                                                 | 40.000     |
| Brasilien (PMB)              | 6× Diamant                                                             | 960.000    |
| Dänemark (IFPI)              | 2× Platin                                                              | 180.000    |
| Deutschland (BVMI)           | Platin                                                                 | 400.000    |
| Frankreich (SNEP)            | Diamant                                                                | 333.333    |
| Italien (FIMI)               | Platin                                                                 | 50.000     |
| Kanada (MC)                  | Diamant                                                                | 800.000    |
| Mexiko (AMPROFON)            | 5× Gold                                                                | 150.000    |
| Neuseeland (RMNZ)            | 5× Platin                                                              | 150.000    |
| Norwegen (IFPI)              | 3× Platin                                                              | 180.000    |
| Österreich (IFPI)            | 2× Platin                                                              | 60.000     |
| Polen (ZPAV)                 | Diamant                                                                | 250.000    |
| Portugal (AFP)               | 3× Platin                                                              | 30.000     |
| Schweden (IFPI)              | 3× Platin                                                              | 240.000    |
| Schweiz (IFPI)               | Platin                                                                 | 20.000     |
| Spanien (Promusicae)         | 2× Platin                                                              | 120.000    |
| Ungarn (MAHASZ)              | Platin                                                                 | 40.000     |
| Vereinigte Staaten (RIAA)    | Diamant                                                                | 10.000.000 |
| Vereinigtes Königreich (BPI) | 3× Platin                                                              | 1.800.000  |
| Insgesamt                    | 1× Gold · 38× Platin · 10× Diamant ·                                   | 16.327.333 |

Hauptartikel: Ariana Grande/Auszeichnungen für Musikverkäufe